# Diocesi di Galle
La diocesi di Galle (in latino Dioecesis Gallensis) è una sede della Chiesa cattolica in Sri Lanka suffraganea dell'arcidiocesi di Colombo. Nel 2021 contava 9.532 battezzati su 2.669.000 abitanti. È retta dal vescovo Raymond Kingsley Wickramasinghe.

## Territorio
La diocesi comprende la Provincia Meridionale dello Sri Lanka.
Sede vescovile è la città di Galle, dove si trova la cattedrale di Santa Maria Regina del Santo Rosario.
Il territorio è suddiviso in 16 parrocchie.

## Storia
La diocesi è stata eretta il 25 agosto 1893 con il breve In hac beati Petri cathedra di papa Leone XIII, ricavandone il territorio dall'arcidiocesi di Colombo.
Il 2 novembre 1995 ha ceduto una porzione del suo territorio a vantaggio dell'erezione della diocesi di Ratnapura.

## Cronotassi dei vescovi
Si omettono i periodi di sede vacante non superiori ai 2 anni o non storicamente accertati.
- Joseph van Reeth, S.I. † (11 gennaio 1895 - 11 settembre 1923 deceduto)
  - Sede vacante (1923-1934)
- Nicola Laudadio, S.I. † (28 maggio 1934 - 26 maggio 1964 dimesso[1])
- Anthony de Saram † (22 marzo 1965 - 28 febbraio 1982 deceduto)
- Don Sylvester Wewitavidanelage † (15 ottobre 1982 - 1995 dimesso)
- Elmo Noel Joseph Perera † (1º giugno 1995 - 11 ottobre 2004 dimesso)
- Harold Anthony Perera (15 febbraio 2005 - 14 maggio 2009 nominato vescovo di Kurunegala)
  - Sede vacante (2009-2011)
- Raymond Kingsley Wickramasinghe, dal 27 maggio 2011

## Statistiche
La diocesi nel 2021 su una popolazione di 2.669.000 persone contava 9.532 battezzati, corrispondenti allo 0,4% del totale.
| anno | popolazione | popolazione | popolazione | presbiteri | presbiteri | presbiteri | presbiteri                | diaconi | religiosi | religiosi | parrocchie |
| anno | battezzati  | totale      | %           | numero     | secolari   | regolari   | battezzati per presbitero | diaconi | uomini    | donne     | parrocchie |
| ---- | ----------- | ----------- | ----------- | ---------- | ---------- | ---------- | ------------------------- | ------- | --------- | --------- | ---------- |
| 1950 | 21.521      | 1.760.000   | 1,2         | 44         | 19         | 25         | 489                       |         | 15        | 150       | 16         |
| 1969 | 25.624      | 2.557.110   | 1,0         | 51         | 32         | 19         | 502                       |         | 28        | 199       | 21         |
| 1980 | 22.960      | 3.709.000   | 0,6         | 47         | 31         | 16         | 488                       |         | 20        | 198       | 25         |
| 1990 | 25.133      | 3.513.473   | 0,7         | 49         | 43         | 6          | 512                       |         | 10        | 164       | 30         |
| 1999 | 6.911       | 2.083.126   | 0,3         | 28         | 21         | 7          | 246                       |         | 7         | 89        | 11         |
| 2000 | 7.140       | 2.088.509   | 0,3         | 21         | 16         | 5          | 340                       |         | 6         | 88        | 11         |
| 2001 | 7.324       | 2.088.509   | 0,4         | 25         | 20         | 5          | 292                       |         | 6         | 88        | 11         |
| 2002 | 7.424       | 2.088.509   | 0,4         | 25         | 20         | 5          | 296                       |         | 6         | 102       | 11         |
| 2003 | 7.933       | 2.170.269   | 0,4         | 25         | 20         | 5          | 317                       |         | 6         | 102       | 11         |
| 2004 | 8.100       | 2.210.486   | 0,4         | 23         | 20         | 3          | 352                       |         | 3         | 105       | 11         |
| 2006 | 8.587       | 2.277.145   | 0,4         | 26         | 23         | 3          | 330                       |         | 3         | 89        | 12         |
| 2013 | 8.490       | 2.888.000   | 0,3         | 30         | 24         | 6          | 283                       |         | 6         | 107       | 13         |
| 2016 | 9.118       | 2.964.000   | 0,3         | 34         | 25         | 9          | 268                       |         | 9         | 101       | 14         |
| 2019 | 9.606       | 2.501.100   | 0,4         | 44         | 26         | 18         | 218                       |         | 40        | 105       | 16         |
| 2021 | 9.532       | 2.669.000   | 0,4         | 47         | 29         | 18         | 202                       |         | 26        | 102       | 16         |